# Никола Хаинченина
Никола Генчев Виранов (29 юни 1832 – неизв.) е български хайдутин с хайдушки прякор наречен на родното му село.
Никола Виранов е роден в село Хайнето, Излиза с чета през 1841 г. в Котленския Балкан. През 1875 г. участва в организирането на Старозагорското въстание, а след разгрома му минава във Влашко. На 28 март 1876 г. Никола Хаинченина заедно с ръководителите на Първи Търновски революционен окръг тайно се прехвълят в България. Измежду тях са Христо Патрев, поп Харитон и Тодор Кирков.
Предводител е на чета, с която взима участие в Сръбско-турската война. След залавянето му е затворен в Търновския затвор, а сетне е прехвърлен в тъмниците в Сливен и Одрин.
След Освобождението войводата се завръща в родното си село, където живее до смъртта си.